# شهرستان شیونینگ
شهرستان شیونینگ (به لاتین: Xiuning County) یک شهرستان‌های جمهوری خلق چین در چین است که در هوانگشان واقع شده‌است.